# Pax Assyriaca
Pax Assyriaca („Пакс Ас́ирика“, на латински: Асирийски мир – по аналогия с Pax Romana) е сравнително дълъг период на мир на територията на Новоасирийското царство през 8 век пр.н.е. (700—630/620 пр.н.е.), т.е. в целия Близък изток. .